# Angana P. Chatterji
Angana P. Chatterji (Calcutá, novembro de 1966) é uma antropóloga, ativista e historiadora feminista indiana, cuja pesquisa está intimamente relacionada ao seu trabalho de defesa de direitos e se concentra principalmente na Índia. Ela foi cofundadora do Tribunal Popular Internacional de Direitos Humanos e Justiça na Caxemira e foi co-organizadora de abril de 2008 a dezembro de 2012.
Atualmente é pesquisadora de raça e gênero na Universidade da Califórnia em Berkeley.

## Vida pessoal
Angana Chatterji é filha de Bhola Chatterji (1922–1992), uma lutadora pela liberdade socialista e indiana e de Anubha Sengupta Chatterji. Ela é tataraneta de Gooroodas Banerjee, juiz e primeiro vice-reitor indiano da Universidade de Calcutá. Ela cresceu no bairro tenso de Narkeldanga e Rajabazar, em Calcutá. Sua família incluía pais e avós intercastas e tias que eram muçulmanas e católicas.
Chatterji mudou-se de Calcutá para Deli em 1984 e depois para os Estados Unidos na década de 1990. Ela mantém sua cidadania indiana, mas é residente permanente dos Estados Unidos. Sua educação acadêmica possui um bacharelado e um mestrado em ciência política. Ela também possui doutorado em Direitos Humanos pelo Instituto de Estudos Integrais da Califórnia (CIIS), onde mais tarde lecionou antropologia. O tema de sua dissertação (concluída em 1999) foi "A Política de Ecologia Sustentável: Iniciativas, Conflitos, Alianças no Acesso, Uso e Reforma de Terras Públicas em Orissa" (em inglês: The Politics of Sustainable Ecology: Initiatives, Conflicts, Alliances in Public Lands Access, Use and Reform in Orissa).

## Carreira
Desde sua graduação até 1997, Chatterji trabalhou como diretora de pesquisa na Asia Forest Network, um grupo de defesa ambiental. Durante este período, ela também trabalhou com o Instituto Indiano de Administração Pública, o Instituto Social Indiano, e na Comissão de Planejamento da Índia.
Chatterji ingressou no corpo docente do Instituto de Estudos Integrais da Califórnia (CIIS) em 1997, e lá deu aulas de antropologia social e cultural. Seu trabalho de defesa social e acadêmica estava relacionado à antropologia, pois ela examinava questões de classe, gênero, raça, religião e sexualidade formadas por origem (história) e lugar (geografia). No CIIS, ela trabalhou com seu colega e parceiro, Richard Shapiro, para criar um novo centro acadêmico focado em antropologia pós-colonial.
As publicações de Chatterji incluem monografias de pesquisa, relatórios e livros. Em 1990, ela copublicou um relatório sobre os direitos das mulheres imigrantes nas favelas e colônias de reassentamento de Deli. Em 1996, com base em pesquisas participativas sobre questões de direitos à terra de indígenas e Dálite e sobre desigualdades de castas, ela publicou por conta própria uma monografia "Gestão Florestal Comunitária em Arabari: Entendendo Questões Socioeconômicas e de Subsistência" (em inglês: Community Forest Management in Arabari: Understanding Socioeconomic and Subsistence Issues). Em 2004, ela fez coautoria com Lubna Nazir Chaudhury numa edição especial da Cultural Dynamics intitulada "Violência de gênero no sul da Ásia: nação e comunidade no presente pós-colonial" (em inglês: Gendered Violence in South Asia: Nation and Community in The Postcolonial Present). Em 2005, ela fez coautoria com Shabnam Hashmi na elaboração de um livro intitulado Dark Leaves of the Present, que não era acadêmico e era destinado ao público em geral. Em março de 2009, após seis anos e meio de pesquisa teórica e colaborativa, ela produziu um estudo sobre o nacionalismo hindu cujo título "Deuses violentos: nacionalismo hindu no presente da Índia; Narrativas de Orissa" (em inglês: Violent Gods: Hindu Nationalism in India's Present; Narratives from Orissa), publicado pela Three Essays Collective, que recebeu críticas favoráveis em periódicos populares, e foi revisado por American Ethnologist.
Ela contribuiu para uma antologia junto com Tariq Ali, Arundhati Roy et al., Kashmir: The Case for Freedom (2011) e para South Asian Feminisms (2012), coautorias de Ania Loomba e Ritty A. Lukose. Ela é coautora de Contesting Nation: Gendered Violence in South Asia; Notes on the Postcolonial Present (2013) e está trabalhando em um próximo título: Land and Justice: The Struggle for Cultural Survival.
Em 2002, Chatterji trabalhou com Campaign to Stop Funding Hate, cuja produção de um relatório sobre o financiamento de organizações de serviço Sangh Parivar na Índia pelo Fundo de Desenvolvimento e Ajuda à Índia, com sede em Maryland.
Em 2005, ela ajudou a formar e trabalhou com a Coalizão Contra o Genocídio nos Estados Unidos para aumentar a conscientização pública e protestar contra a visita do ministro-chefe de Gujarat, Narendra Modi, aos EUA como convidado de honra.
Em 2005, ela fez uma convocação para um Tribunal Popular registrar depoimentos sobre as experiências e preocupações de diferentes estratos da população sobre a ascensão do nacionalista hindu Sangh Parivar em Orissa. Nisso, Chatterji trabalhou com o Tribunal do Povo Indiano sobre Meio Ambiente e Direitos Humanos, com Mihir Desai, Chefe de Justiça aposentado KK Usha de Querala, Sudhir Pattnaik, Ram Puniyani, Colin Gonsalves e outros. Enquanto o Tribunal Popular sobre o Comunalismo em Orissa estava em funcionamento em junho de 2005, os membros do Sangh perturbaram os procedimentos do Tribunal, ameaçando violar e desfilar as mulheres membros do Tribunal. O Tribunal divulgou um relatório detalhado em outubro de 2006, alertando para futuras violências.
Após a eclosão da violência entre os povos hindus e cristãos em dezembro de 2007, Chatterji testemunhou perante a Comissão Panigrahi contra os grupos Sangh Parivar e alertou para mais violência. Ela escreveu artigos criticando os grupos Hindutva, quando nova violência religiosa eclodiu em Orissa após o assassinato de Swami Lakshmanananda em agosto de 2008.
Chatterji foi a autora principal de um relatório de 2009 intitulado Evidências enterradas: valas comuns, desconhecidas e não marcadas na Caxemira administrada pela Índia (em inglês: Buried Evidence: Unknown, Unmarked, and Mass Graves in Indian-administered Kashmir), detalhando 2 700 valas comuns, desconhecidas e não marcadas em três distritos e 55 aldeias. As conclusões do relatório seriam verificadas pela Comissão de Direitos Humanos das Nações Unidas em 2011.
Em 30 de agosto de 2010, Chatterji foi anunciada como membro do conselho consultivo da Iniciativa da Caxemira no Centro Carr para Política de Direitos Humanos da Harvard Kennedy School.
Em outubro de 2019, Chatterji testemunhou perante a Comissão de Relações Exteriores do Congresso dos EUA sobre violações dos direitos humanos na Caxemira administrada pela Índia.
Em novembro de 2010, o marido de Chatterji, Richard Shapiro, teve sua entrada negada na Índia pelas autoridades de imigração no aeroporto de Delhi, e foi forçado a retornar aos Estados Unidos. Embora nenhuma razão oficial tenha sido dada a Shapiro para a recusa de entrada, muitos suspeitam que ele tenha sido negado devido ao trabalho de Chatterji em questões de direitos humanos na Caxemira.
Chatterji e Shapiro foram suspensos em julho de 2011 e demitidos em dezembro de 2011, após 14 e 25 anos de serviço, respectivamente, depois que o CIIS recebeu reclamações de estudantes contra eles. O Conselho de Audiência do Corpo Docente do CIIS os considerou culpados de não desempenho de funções acadêmicas e violação da ética profissional. O Chronicle of Higher Education relatou que Chatterji (junto com Shapiro) foram demitidos por ter "quebrado a confiança dos alunos, falsificado notas, aplicado mal fundos e envolvido em conduta não profissional, geralmente para garantir a lealdade e obediência daqueles que eles ensinaram e aconselharam". No entanto, de acordo com a India Abroad, 39 estudantes de antropologia de um departamento de 50 contrataram aconselhamento jurídico para tomar medidas contra o CIIS. O Chronicle of Higher Education também relatou alegações de um estudante, que apoiava Shapiro e Chatterji, de ter sido pressionado a dizer coisas negativas sobre os dois professores. Todas as acusações contra Chatterji e Shapiro foram retiradas pelo CIIS no início de 2013 como parte de um acordo de arbitragem, com a escola pagando seus honorários advocatícios.

## Obras publicadas
Em outubro de 2011, a Verso Books publicou o livro Kashmir: The Case for Freedom, da qual Chatterji é autora colaboradora.
Ela é coautora de Contesting Nation: Gendered Violence in South Asia; Notas sobre o presente pós-colonial (Zubaan Books), lançado em abril de 2013.
Em 2012, ela e Shashi Buluswar fundaram o Projeto de Resolução de Conflitos Armados e Direitos do Povo, sediado na Universidade da Califórnia em Berkeley. O Projeto teve coautoria de seu primeiro relatório de pesquisa em 2015, "Acesso à Justiça para Mulheres: Resposta da Índia à Violência Sexual em Conflitos e Distúrbios Sociais em Massa" (em inglês: Access to Justice for Women: India’s Response to Sexual Violence in Conflict and Mass Social Unrest) com a Clínica de Direito de Direitos Humanos da Boalt Law School. No mesmo ano, publicou também uma monografia, Conflicted Democracies and Gendered Violence: The Right to Heal. A monografia incluía uma declaração da antiga Alta Comissária das Nações Unidas para os Direitos Humanos, Navi Pillay, e um prefácio de Veena Das.
Chatterji também fez coautoria com Thomas Blom Hansen e Christophe Jaffrelot no livro Majoritarian State: How Hindu Nationalism is Changing India de 2019, na qual os colaboradores discutiram como o nacionalismo hindu influenciou órgãos governamentais e setores sociais indianos desde 2014.
Em setembro de 2021, Chatterji foi a autora de BREAKING WORLDS: Religion, Law and Citizenship in Majoritarian India The Story of Assam em colaboração com Mihir Desai, Harsh Mander e Abdul Kalam Azad, sobre a "armamento" das leis e políticas de cidadania para erodir ou remover o direitos de cidadania de certas minorias, especialmente os dos muçulmanos bengalis.